# Hugo III. (Burgund)

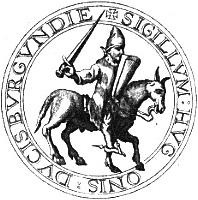
Siegel Hugos III.

Hugo III. (französisch Hugues III, * wohl 1148; † 25. August 1192 in Akkon) war ein Herzog von Burgund aus der Dynastie der Kapetinger (Haus Burgund) und durch Ehe ein Dauphin von Viennois.
Er war der älteste Sohn des Herzogs Odo II. von Burgund und der Marie, einer Tochter des Grafen Theobald IV./II. von Blois-Champagne. Da Hugo beim Tod des Vaters im Jahr 1162 noch unmündig war, übernahm seine Mutter zunächst die Vormundschaftsregierung.

## Leben
Hugo übernahm um 1165 persönlich die Regentschaft in Burgund und verfolgte eine Politik zur Stärkung seiner herzoglichen Gewalt. So unterstützte er 1166 König Ludwig VII. von Frankreich im Kampf gegen den rebellischen Grafen von Chalon und erhielt dafür eine Hälfte der Grafschaft Chalon übertragen. Seinen Onkel Graf Stephan I. von Sancerre begleitete er 1171 auf eine Pilgerreise ins Heilige Land. Nach seiner Rückkehr nach Frankreich kämpfte er gegen den Grafen von Nevers, den er am 30. April 1174 in einer Schlacht bei Beaune besiegte und gefangen nahm. Als Bedingung für seine Freiheit musste der Graf gegenüber Hugo den Lehnseid ablegen. Im Jahr 1177 übernahm Hugo die Vormundschaft über den mit ihm verwandten aber unmündigen Herrn von Issoudun und dehnte seinen Einfluss damit bis in das Berry aus. Im Frühjahr 1183 unterstützte er die Revolte des „jungen Königs“ Heinrich gegen dessen Vater, König Heinrich II. von England, zog sich aber nach dem schnellen Tod des jungen Heinrich nach Burgund zurück.
Weil er die Lehnsherrschaft auf die Burg von Vergy beanspruchte, die in der Nähe des heutigen Reulle-Vergy gelegen war, nahm Hugo gegen Jahresbeginn 1184 deren Belagerung auf und riegelte sie mit vier Belagerungsringen ab. Der Herr von Vergy stellte sich umgehend unter den Schutz der Krone und konnte noch rechtzeitig eine Nachricht an König Philipp II. August absenden, der nun seinerseits mit einem Heer vor Vergy zog. Nachdem die königlichen Truppen die vier Belagerungsringe überwunden hatten, sah sich Hugo zum Abbruch der Belagerung und zum Rückzug genötigt. Beschwerden des burgundischen Klerus ob der drückenden Herrschaft Hugos veranlassten den König auch für die folgenden Jahre zu kriegerischen Aktionen gegen ihn. Weil er sich weigerte, 30.000 Pariser Pfund als Schadensersatz an den burgundischen Klerus zu zahlen, marschierte König Philipp II. noch 1184 ein zweites Mal in Burgund ein und belagerte die Burg von Châtillon-sur-Seine, die von Hugos Sohn verteidigt wurde. Nach einem dreiwöchigen und verlustreichen Kampf mussten die Verteidiger sich ergeben, worauf Hugo mit dem König einen Frieden schloss, indem ihm die Schadensersatzzahlung erlassen wurde.

### Dritter Kreuzzug
Gemeinsam mit König Philipp II. August, König Heinrich II. von England, dessen Sohn Richard Löwenherz und mehreren Rittern Frankreichs nahm Hugo am 13. Januar 1188 bei Gisors das Kreuz zum dritten Kreuzzug. Der Aufbruch zu diesem Unternehmen verzögerte sich allerdings aufgrund der gegenseitigen Rivalitäten dieser drei Herrscher, bei deren Beilegung Hugo und der Erzbischof Wilhelm von Reims im Juli 1189 in Saumur beim englischen König erfolgreich vermittelten. Kurz nach dem Friedensschluss starb König Heinrich II. von England, worauf nun dessen Sohn Richard Löwenherz die Führung der englischen Kreuzritter übernahm. Auf Sizilien wirkte Hugo 1190 erneut vermittelnd zwischen Löwenherz und König Tankred betreffs der Auszahlung des Wittum der Johanna, wovon er sogleich mehrere Unzen Gold als Weihnachtsgeschenk von Löwenherz erhielt.
Als König Philipp II. August nach der Belagerung von Akkon im Juli 1191 zurück nach Frankreich abreiste, übertrug er Hugo die Führung der im heiligen Land zurückgebliebenen französischen Kreuzritter. Im Konflikt um das Königtum in Jerusalem unterstützte er den in Tyros regierenden Konrad von Montferrat, erkannte aber die Führerschaft von Richard Löwenherz über den weiteren Kreuzzug an. In Reaktion auf die Enthauptung christlicher Gefangener durch Saladin beschlossen die beiden ihrerseits die Exekution ihrer Gefangenen am 20. August 1191. Als Anführer der dritten Schlachtreihe zeichnete sich Hugo in der Schlacht von Arsuf besonders aus, auch wenn er dabei in schwere Bedrängnis geraten war.
Im Dezember 1191 überwarf sich Hugo mit Richard Löwenherz, nachdem dieser den Vormarsch auf Jerusalem abgebrochen und sich geweigert hatte, die französischen Ritter an den Lösegeldern zu beteiligen, die ihnen die Gefangenen der Belagerung von Akkon eingebracht hatten. In Askalon setzte sich Hugo vom Kreuzzugsheer ab und zog nach Akkon. Von dort befahl er anschließend die etwa 700 französischen Ritter zu sich, die sich noch im Heer aufhielten, womit er Richards Kampfkraft gegen Saladin erheblich schwächte. Der im April 1192 nach der Ermordung des Markgrafen von Montferrat zum neuen König Jerusalems aufgestiegene Heinrich von Champagne konnte ihn aber wieder mit Löwenherz versöhnen und gemeinsam unternahm man einen zweiten Anlauf auf die heilige Stadt, der bis zur Eroberung von Beit Nabu (Betenoble) führte. Hier entschloss sich Richard Löwenherz erneut zum Abbruch der Offensive, da ihm eine Belagerung Jerusalems nicht erfolgversprechend erschien. Darauf brach Hugo im Juni 1192 erneut mit dem englischen König und setzte sich mit seinen französischen Rittern wieder Richtung Akkon ab. Nicht ohne dabei noch einen Spottvers auf Löwenherz zu dichten, der so abstoßend gewesen sein soll, dass sich der Autor des Itinerarium Regis Ricardi weigerte, ihn wortwörtlich wiederzugeben. Der englische Chronist Roger von Hoveden wiederum machte Hugo für die Unterlassung eines Angriffs auf Jerusalem verantwortlich, weil er mit seinem Abzug den von Richard Löwenherz gefassten Plan dazu sabotiert habe. Roger von Wendover behauptete gar, Hugo habe sich von Saladin für seinen Abzug bestechen lassen. Jedenfalls handelte Löwenherz im Gegenzug bei seinem später mit Saladin ausgehandelten Frieden ein Pilgerverbot nach Jerusalem für alle Franzosen aus, während seine Ritter das heilige Grab besuchen durften.
Hugo III. von Burgund starb im August 1192 in Akkon an einer Krankheit, sein Leichnam wurde zur Beerdigung in die Abtei von Cîteaux überführt.

## Ehe und Nachkommen
In erster Ehe heiratete Hugo III. 1165 Alix (* 1145; † 1200), Tochter des Herzogs Matthäus I. von Lothringen und der Bertha von Schwaben. Ihre Kinder waren:
- Odo III. (Eudes III.) (* 1166; † 6. Juli 1218) 1190 Regent, 1192 Herzog von Burgund, Pair von Frankreich

1. ⚭ Frühjahr 1194, geschieden 1195, Mathilde Infantin von Portugal (* wohl 1157; † (ertrunken) 6. Mai 1218), Tochter des Königs Alfons I.
2. ⚭ 1199 Alix von Vergy (* wohl 1182; † 1252 wohl nach 8. März) 1218–1229 Regentin von Burgund, Tochter des Hugo von Vergy (Haus Vergy)

- Alexandre (* 1170; † 1205), Herr von Montaigu, Stammvater der Herren von Montagu
- Douce (* 1175; † nach 1219) ⚭ 1196 Simon von Semur († 1219), Herr von Luzy (Haus Semur)
- Alix (* 1177) ⚭ Béraud VII., Herr von Mercoeur

Hugo verstieß Alix 1183 und schloss im gleichen Jahr noch seine zweite Ehe mit Beatrix von Albon (* 1161; † 1228), Dauphine von Viennois, Erbtochter des Dauphins Guigues V. und der Beatrix von Montferrat; die Kinder aus dieser Ehe waren:
- Andreas (André) genannt Guigues VI. (* 1184; † 14. März 1237), 1228 Dauphin von Viennois, Graf von Albon und Grenoble ⚭ III 15. November 1219 Beatrix von Montferrat († 1274) 1237–1243 Regentin von Dauphiné, Tochter des Markgrafen Wilhelm VI. (Aleramiden)
- Mathilde (Mahaut) (* wohl 1190; † 26. März 1242) ⚭ 1214 Johann der Weise, Graf von Chalon-sur-Saône; † 30. September 1267 (Haus Burgund-Ivrea und Haus Chalon)
- Anna (Marguerite) (* wohl 1192; † Ende 1242) ⚭ 1222 Amadeus IV. Graf von Savoyen; † 24. Juni 1253 (Haus Savoyen)